# Интернациональная бригада «Пятнашка»
Интернациональная бригада «Пятнашка» — российское нерегулярное вооружённое формирование, с 2014 года принимающее участие в российско-украинской войне.

## История
«Пятнашка» была создана в 2014 году как вооружённое формирование, главным образом состоящее из уроженцев Абхазии. Его основатель — Ахра «Абхаз» Авидзба, сочинец, двоюродный брат абхазского вора в законе Алхаса (Хасика). Название формирования отсылает к изначальному числу бойцов «Пятнашки», многие из которых ранее участвовали в войне Грузии против России и абхазских сепаратистов в 1992—1993 годах.
«Пятнашку» публично поддержали националистическая партия «Родина» и власти Южной Осетии. Изначально формирование было частью батальона «Восток», позднее вошло в «республиканскую гвардию» Александра Захарченко в статусе 8-й стрелковой штурмовой бригады. «Пятнашка» участвовала в боях под Марьинкой, Дебальцево, Шахтёрском, Саур-Могилой, Иловайском, Углегорском, а также сражении за Донецкий аэропорт, с 2016 — дислоцирована на Авдеевском направлении.

### 2022 — н.в.

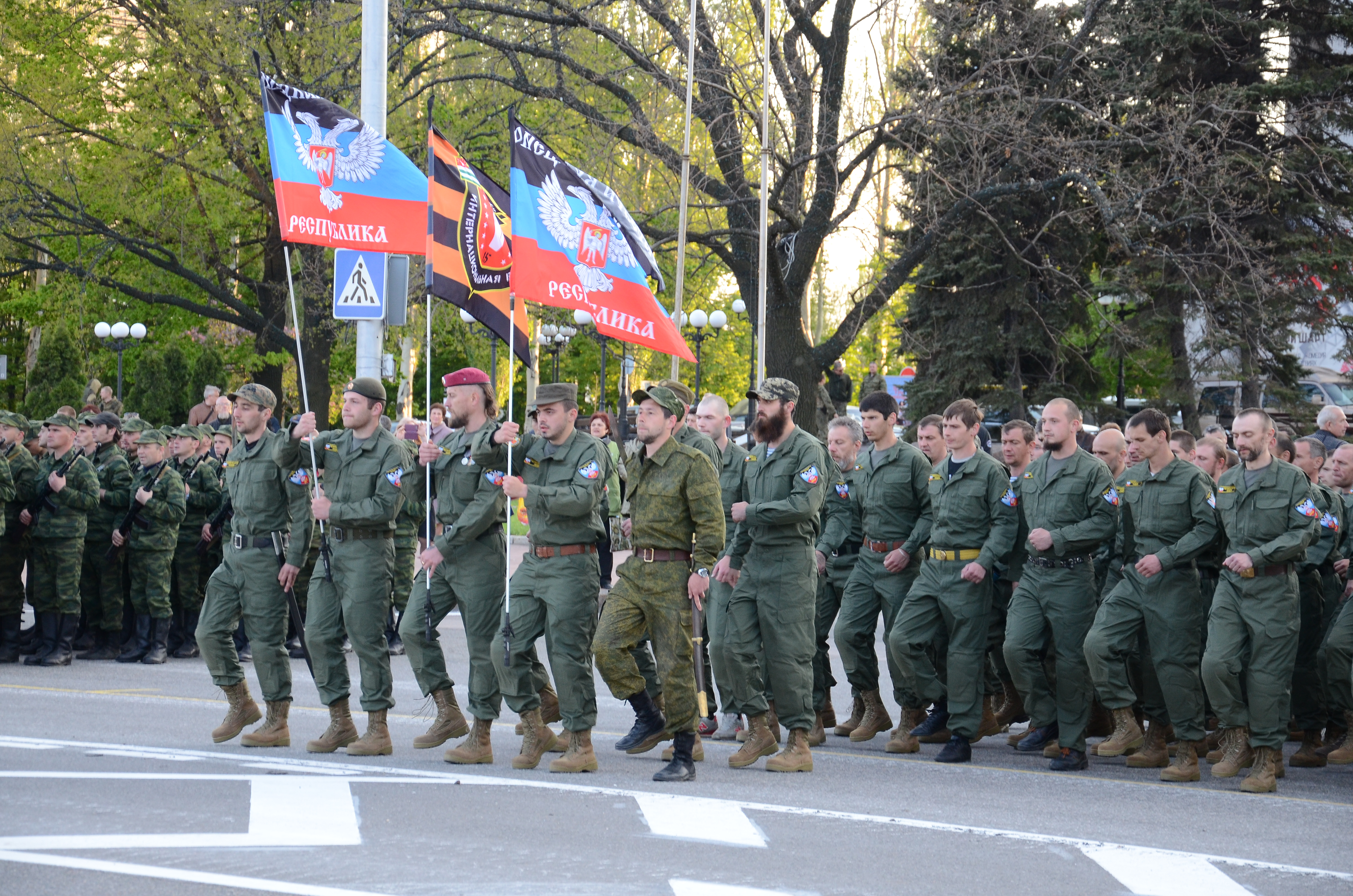
Военнослужащие бригады «Пятнашка» на репетиции парада в Донецке 5 мая 2015 года

В ходе российского вторжения в Украину «Пятнашка» вновь участвовала в боях за Авдеевку. С 2023 года формирование было интегрировано в ВС РФ.
В августе 2022 года «Пятнашка» понесла существенные потери от удара ракеты системы HIMARS по базе формирования на окраине Донецка. Атака была совершена спустя 2,5 часа после того, как пророссийский блогер Павел Кукушкин раскрыл информацию о расположении «Пятнашки» в видеоролике.
В августе 2024 года на пророссийских телеграм-каналах распространилась информация о том, что бригада была переброшена в Курскую область для отражения вторжения ВСУ.

## Символика
На эмблеме «Пятнашки» изображены флаги непризнанной ДНР и непризнанной республики Абхазия, а также 15 звёзд и раскрытая правая ладонь на красном фоне.

## Преступления
На оккупированных территориях Донецкой области Ахра Авидзба и другие бойцы «Пятнашки» занимались рэкетом и угоном автомобилей. Вооружённые бойцы силой отбирали машины у местных жителей, перегоняли их в Россию, меняли номера и перепродавали автомобили по цене ниже рыночной. В июле 2014 года сам Авидзба хвастался в фейсбуке кражей машин у украинского «Приватбанка».
Бойцов «Пятнашки» обвиняли в участии в военных преступлениях против мирных жителей, а также пытках украинских военнопленных.

## Состав
Изначально подразделение включало русскоязычных бойцов, но благодаря «политике открытых дверей» привлекло иностранных бойцов. «Новая газета Европа» отмечала крайне низкие требования к рекрутам, от которых не требовали даже наличия боевого опыта. Вербовка в «Пятнашку» была организована по линии «Другой России Э. В. Лимонова», а позднее — через ЧВК «Редут». Новые бойцы должны сами приобретать снаряжение и добираться до Донецка, где проходят 10-дневную подготовку. Иностранцам в качестве компенсации предлагали за службу гражданство ДНР (до аннексии оккупированных территорий Украины) или России. Вместе с тем, в «Пятнашку» не принимают мобилизованных, а перевод контрактников в подразделение возможен только по решению его руководства.
Журналисты упоминали отдельных наёмников из Республики Абхазии, Южной Осетии, Китая, Сербии, Украины, Франции, Японии. В составе формирования воевали члены французской ультраправой группировки Unité Continentale, вдохновлённой идеями Александра Дугина: Виктор-Альфонсо Лента (бывший военный, ветеран войны в Афганистане, уволенный со службы за связи с неонацистами, которые устраивали поджоги мечетей), Рафаэль Лусварги (бразилец, позднее принявший постриг и служивший в монастыре под Киевом), Гильермо Кювелье (гражданин США и Франции, неонацист, позировавший вместе с сербскими бойцами «Пятнашки» с символами белого супермасизма и руками, вскинутыми в нацистском приветствии). После минских соглашений в 2015 году многие иностранные нёмники покинули Украину.
Многие иностранные бойцы «Пятнашки», вернувшись в родные страны, столкнулись с уголовным преследованием за участие в организованной преступности, терроризме и наёмничестве.

### Руководство
Основатель, первый и действующий глава «Пятнашки» — Ахра «Абхаз» Авидзба — уроженец Сочи, двоюродный брат абхазского вора в законе Алхаса (Хасик). В первые годы войны он стал одним из героев российской пропаганды и даже получил «героя ДНР».
Украинский журналист Роман Доник в октябре 2016 года связывал Авидзбу с убийством Арсена «Моторолы» Павлова — российского полевого командира, известного пытками и убийствами военнопленных. Мотивом якобы послужило оскорбление, которое абхазам нанесла жена Павлова, а заказчиком выступил Ставрос Багателия — замглавы «Пятнашки» в 2014—2015 годах, позднее — глава «Первого республиканского супермаркета» ДНР, созданного на основе отобранных активов украинской сети «АТБ-Маркет». Так или иначе, в конце 2016 года Авидзба покинул восток Украины.
В дальнейшем Авидзба был участником политического кризиса в Абхазии (2020), был задержан по подозрению в подготовке госпереворота, получил в Абхазии условный срок за незаконный оборот оружия, позднее вернулся к управлению «Пятнашкой». В феврале 2024 года против Авидзбы в России было возбуждено уголовное дело за неисполнение приказа в военное время и отказ от участия в боевых действиях (он получил назначение на должность замглавы батальона, но в назначенное время в расположение не прибыл, назвав приказ «незаконным»).
После того, как Авидзба покинул «Пятнашку» в 2016 году, формирование возглавил Олег «Мамай» Мамиев из Северной Осетии, ранее участник российско-грузинской войны 2008 года, после 2014 года — боец батальона «Восток». Вслед за Мамиевым в «Пятнашку» пришло большое число североосетинских наёмников. Мамиев погиб 17 мая 2018 года под Авдеевкой. Украинский журналист Юрий Бутусов утверждал, что Мамай отправился на передовую со съёмочной группой российского телеканала, выступал перед камерой без шлема и бронепластин в бронежилете, и был убит разорвавшимися в траншее гранатами из АГС-17.

### Отдельные участники
Личности ряда бойцов «Пятнашки» привлекали внимание СМИ в их родных странах.
- Бен Стимсон — гражданин Великобритании, в 2017—2023 годах отбывавший заключение по обвинениям в терроризме за участие в российско-украинской войне в 2015 году (полностью признал вину), после освобождения уехал в Россию и вступил в «Пятнашку»[27][28][29].
- Айден Миннис — гражданин Великобритании, ранее наркозависимый, судим за преступления на почве ксенофобии и за нападения на бездомных, связан с ультраправым Британским национальным фронтом[28][29].
- Уилмер Пуэлло-Мота — гражданин США, экс-военный, в 2022 году арестован за хранение детской порнографии и подделку документов, освобождён под залог и сбежал из страны до суда[30].
- Эрван Кастель — гражданин Франции, экс-военный, бывший член «Эмганн»[англ.] — правого движения, политического крыла сепаратистской «Бретонской революционной армии»[англ.], известной организацией взрыва в здании мэрии Бельфора в 1998 году. Член «Пятнашки» с 2014 года[31].

### Потери
Журналисты со ссылкой на информацию из местных телеграм-чатов публиковали информацию о гибели служивших в «Пятнашке» выходцев из Абхазии и Южной Осетии. После вторжения России в Украину в 2022 году были убиты не менее 32 человек из Цхинвальского региона и пятнадцати бойцов из Абхазии.

## Комментарии
1. ↑  В числе первых участников «Пятнашки» помимо Ахры Авидзбы были Астамур Авидзба, Матвей Абидзба, Акоп Абромян, Гурам Багателия, Михаил Зарахстев, Бесик Липартия, Дмитрий Погосов, Ремзик Сарсания, Сурам Скверия, Азамат Тванба, Александр Тванба, Гарик Халайджан, Ираклий Аделия.